# KPHP
kPHP (KittenPHP) — вільний (GPL/LGPL) транслятор PHP скриптів у С++, розроблений компанією Вконтакті.
У кінці травня 2013, Павло Дуров,  один із власників соціальної мережі Вконтакті, опублікував новину про те що вони протягом року розробляли власний компілятор PHP, для зниження навантаження на сервери, і завдяки йому навантаження на сервери знизилося практично у два рази.
6 березня 2014 року, було опубліковано код транслятора та ряду готових рішень (серед яких рушії: пошуку, сховища даних, сховища ключ-значення, обміну повідомленнями між клієнтом і сервером в реальному часі та інші).
На даний момент kPHP підтримує обмежені можливості PHP, практично нічого пов'язаного з ООП не підтримує, тому він не є повністю сумісним із PHP. Також присутнє розширення мови, у вигляді статичну типізацію.